# China United Airlines
China United Airlines (chinesisch 中国联合航空) ist eine chinesische Regionalfluggesellschaft mit Sitz in Peking und Basis auf dem Flughafen Peking-Daxing.

## Geschichte
China United Airlines wurde im Jahr 1986 für zivile Transportaufgaben der Volksbefreiungsarmee gegründet und war die einzige zivile Fluggesellschaft, die den 2019 geschlossenen, teilweise militärisch genutzten Flughafen Peking-Nanyuan nutzen durfte. Sie befindet sich mehrheitlich im Besitz der Shanghai Airlines.

## Flotte

### Aktuelle Flotte

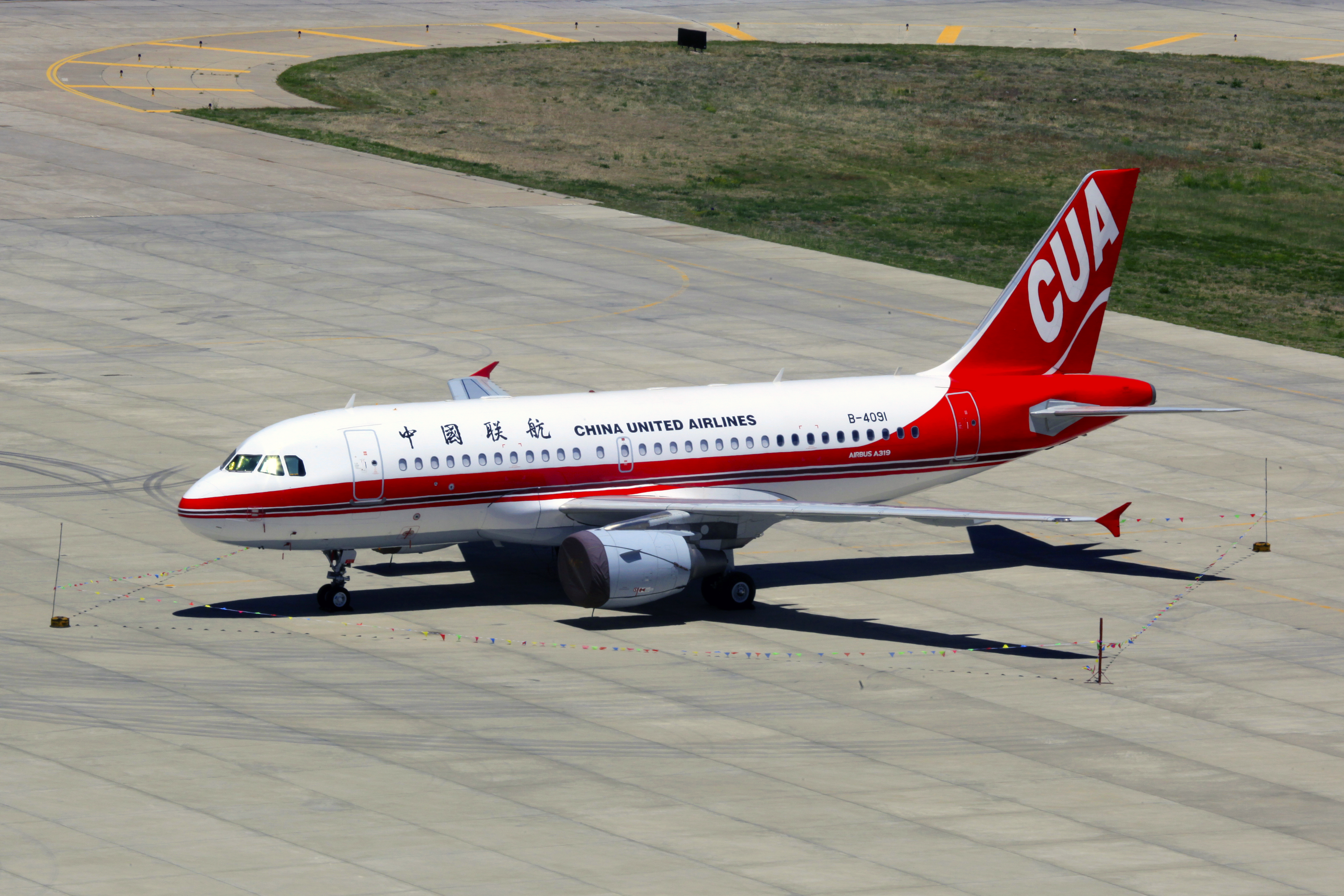
Airbus A319-100 der China United Airlines

Mit Stand Juli 2022 besteht die Flotte der China United Airlines aus 55 Flugzeugen mit einem Durchschnittsalter von 7,6 Jahren:
| Flugzeugtyp    | Anzahl | bestellt | Anmerkungen                             | Sitzplätze | Alter      |
| -------------- | ------ | -------- | --------------------------------------- | ---------- | ---------- |
| Boeing 737-700 | 8      |          |                                         | 134        | 17,1 Jahre |
| Boeing 737-800 | 47     |          | drei inaktiv; mit Winglets ausgestattet | 186        | 6,0 Jahre  |
| Gesamt         | 55     | -        |                                         |            |            |

Bis mindestens Ende 2015 stand auch eine Tu-154 im Register, welche jedoch nicht aktiv war. Zwischen 2012 und 2015 waren zudem Airbus A319 eingesetzt worden.

### Aktuelle Sonderbemalungen

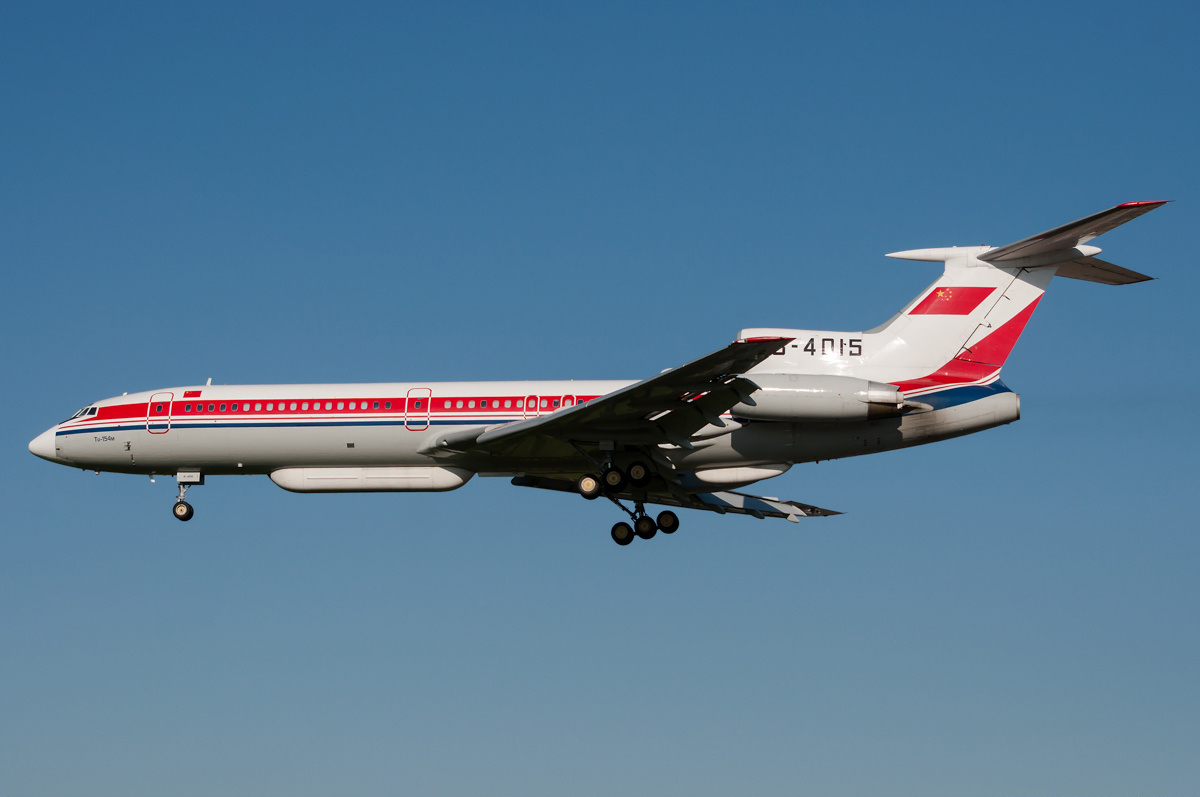
Tupolew Tu-154 der China United Airlines

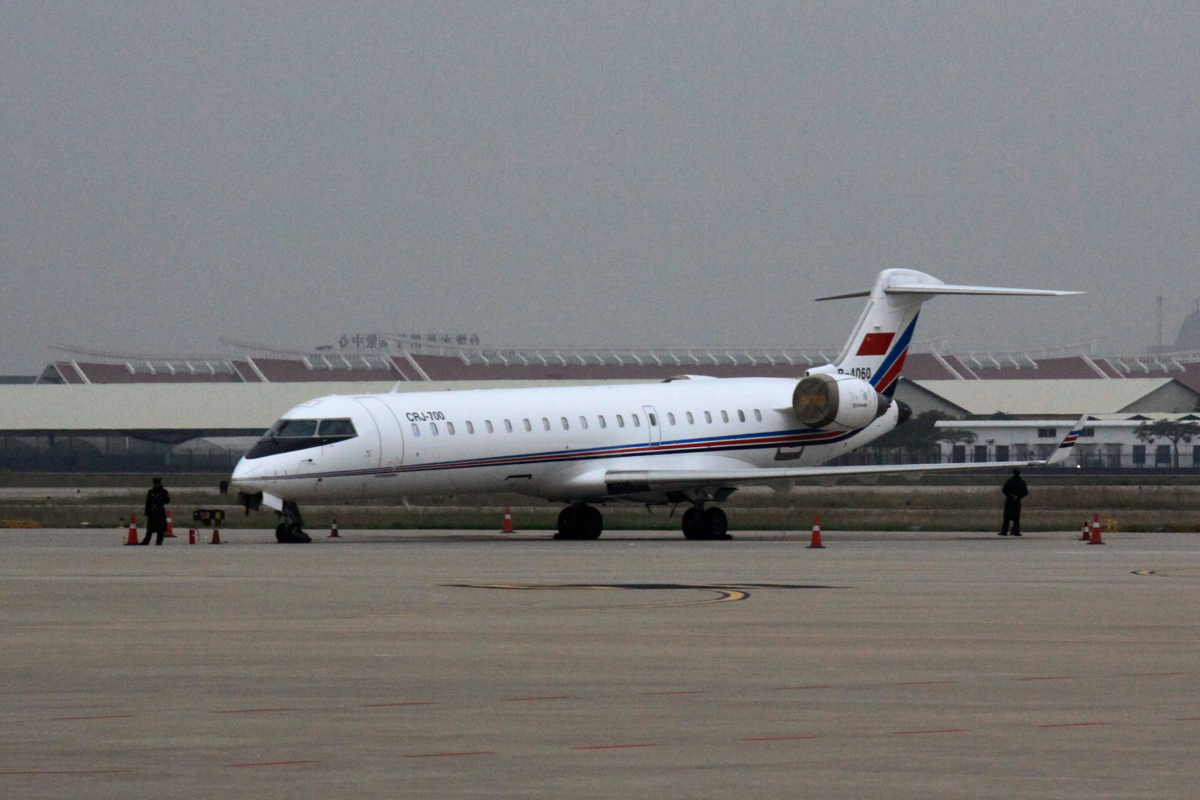
Canadair CRJ 700 der China United Airlines

| Bemalung                      | Flugzeugtyp    | Luftfahrzeugkennzeichen | Zeitraum            | Bild |
| ----------------------------- | -------------- | ----------------------- | ------------------- | --- |
| City of Lianyungang           | Boeing 737-800 | B-1750                  | seit September 2019 | |
| City of Chengdu               | Boeing 737-800 | B-208U                  | seit Juni 2023      | Bild gesucht Die Wikipedia wünscht sich an dieser Stelle ein Bild. Falls du dabei helfen möchtest, erklärt die Anleitung , wie das geht. |
| City of Foshan                | Boeing 737-800 | B-208Y                  | seit Juni 2023      | Bild gesucht Die Wikipedia wünscht sich an dieser Stelle ein Bild. Falls du dabei helfen möchtest, erklärt die Anleitung , wie das geht. |
| City of Ordos                 | Boeing 737-800 | B-20A9                  | seit Dezember 2022  | Bild gesucht Die Wikipedia wünscht sich an dieser Stelle ein Bild. Falls du dabei helfen möchtest, erklärt die Anleitung , wie das geht. |
| 创意版标准机                  | Boeing 737-800 | B-20AD                  | seit April 2023     | Bild gesucht Die Wikipedia wünscht sich an dieser Stelle ein Bild. Falls du dabei helfen möchtest, erklärt die Anleitung , wie das geht. |
| Anshun Huangguoshu Waterfalls | Boeing 737-800 | B-5448                  | seit September 2015 | |
| City of Rizhao                | Boeing 737-800 | B-5470                  | seit Oktober 2017   | |
| Qingyang Apple Manor          | Boeing 737-800 | B-5471                  | seit Februar 2019   | Bild gesucht Die Wikipedia wünscht sich an dieser Stelle ein Bild. Falls du dabei helfen möchtest, erklärt die Anleitung , wie das geht. |
| Baotou Dream Build            | Boeing 737-800 | B-5665                  | seit Oktober 2016   | |
| City of Wuhu                  | Boeing 737-800 | B-7371                  | seit Juni 2021      | |
| Xingyi Million Peak Forest    | Boeing 737-800 | B-7561                  | seit Juli 2018      | |
| City of Wenzhou               | Boeing 737-800 | B-7563                  | seit Mai 2023       | Bild gesucht Die Wikipedia wünscht sich an dieser Stelle ein Bild. Falls du dabei helfen möchtest, erklärt die Anleitung , wie das geht. |

### Ehemalige Flugzeugtypen
Im Laufe ihres Bestehens betrieb China United Airlines auch folgende Flugzeugtypen:
- Antonow An-24
- Antonow An-26
- Antonow An-30
- Boeing 737-300
- Boeing 767
- Canadair CRJ 200
- Canadair CRJ 700
- Hawker Siddeley Trident 1
- Hawker Siddeley Trident 2
- Hawker Siddeley Trident 3
- Iljuschin Il-18
- Iljuschin Il-76
- Tupolew Tu-154
- Xi’an MA60
- Xian Y-7